# Bisulfit

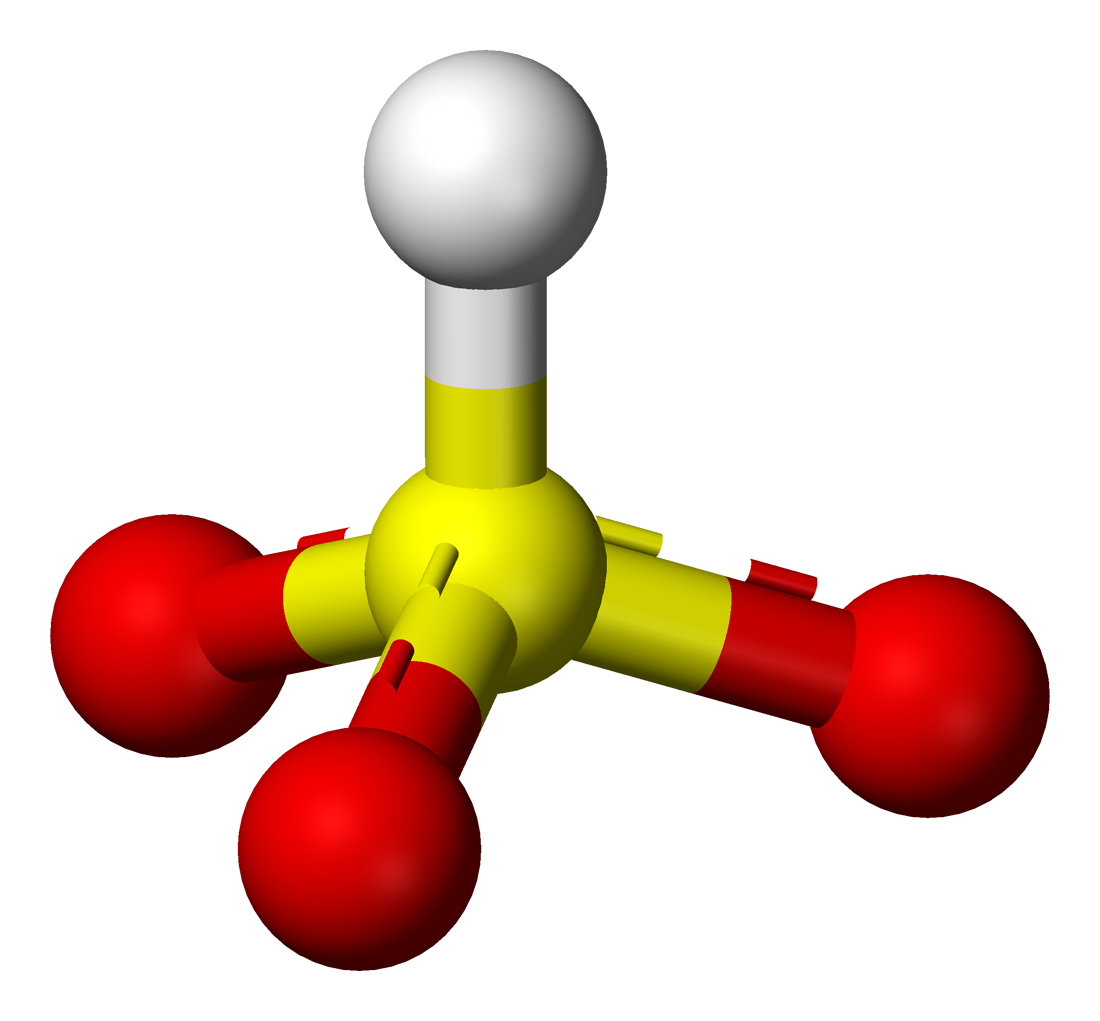
Un model per a l'estructura de l'ió bisulfit en solució i en estat sòlid.

El bisulfit és l'ió HSO₃−. La nomenclatura recomanada per la IUPAC és hidrogenosulfit, i també s'anomena sulfit àcid. Les sals que contenen l'ió HSO₃− es diuen bisulfits. Per exemple, el bisulfit de sodi és NaHSO₃.

## Estructura

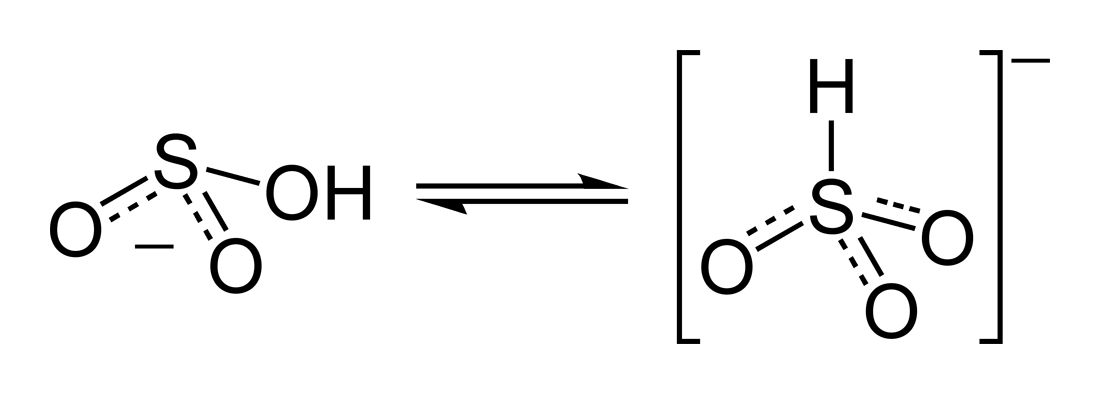
Tautòmers de bisulfit en equilibri

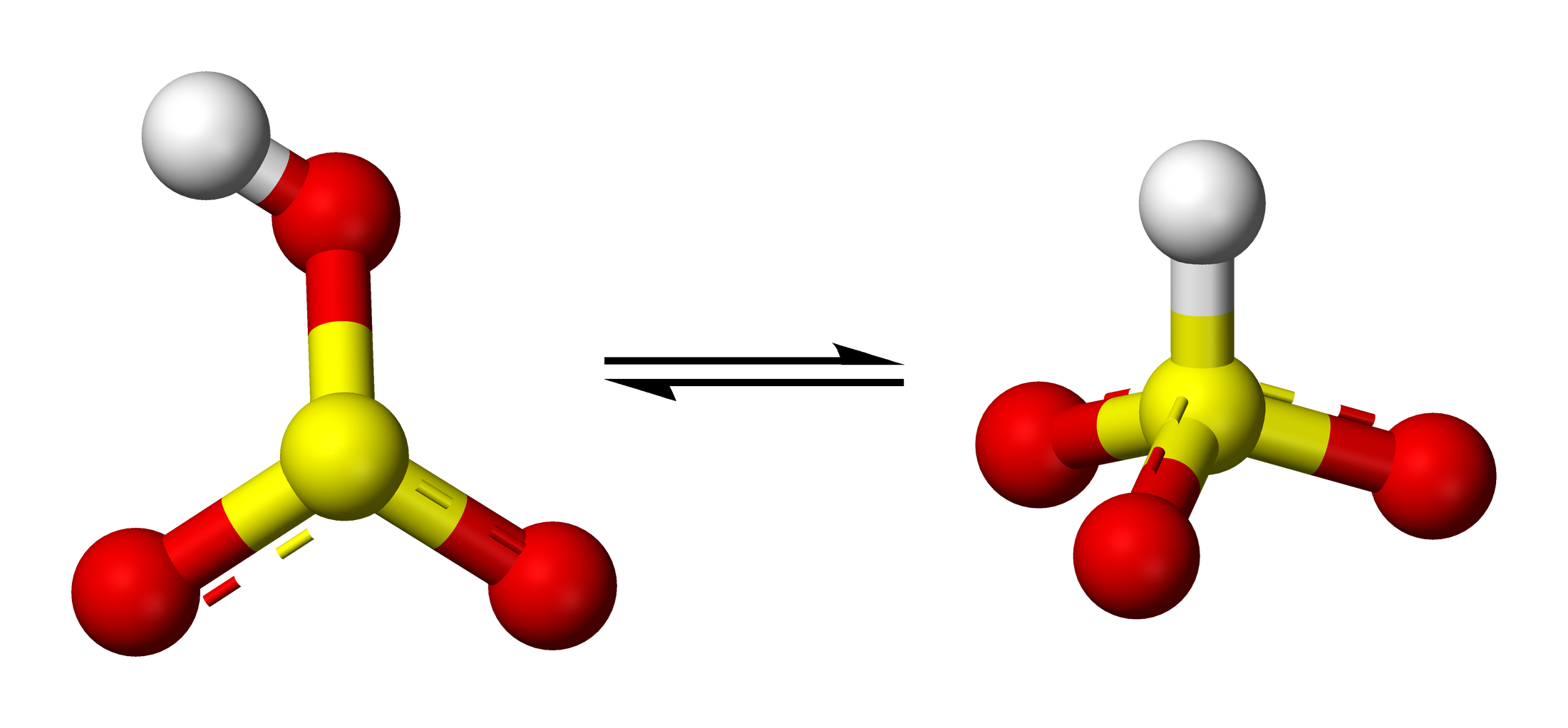
BEl tautòmer de la dreta té simetria C_{3v}.

Algunes proves poden suggerir que el protó en ions de bisulfit es troba en sofre, donant lloc a la simetria molecular simetria de C3v.

## Reaccions
Les sals de bisulfit típicament es preparen pel tractament de solucions alcalines amb excés de diòxid de sofre:
SO₂ + NaOH → NaHSO₃
HSO₃− és la base conjugada d'àcid sulfurós, H₂SO₃:
H₂SO₃ ⇌ HSO₃− + H+
Un equilibri més consistent ambl'espectroscopia és :
SO₂ + H₂O ⇌ HSO₃− + H+
HSO₃− és un àcid feble amb una constant àcida de dissociació pKa de 6,97. La seva base conjugada és l'ió sulfit SO₃2−:
HSO₃− ⇌ SO₃2− + H+
agents reductors, com tots els sulfits i el diòxid de sofre, els quals contenen sofre en el mateix estadi d'oxidació (+4).

## Medicina
Les sals bisulfit són additius comuns en l'epinefrina per tal d'evitar-ne l'oxidació a adrenochrome i resultar la inactivació. Els bisulfits poden de vegades causar una reacció al·lèrgica.